# Ferdinand III. (Kastilien)

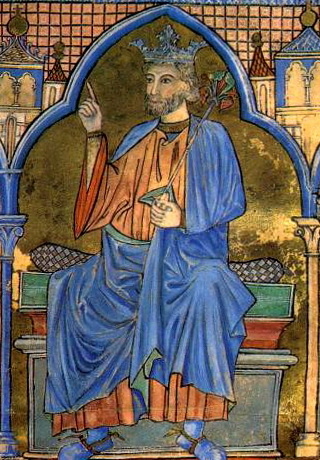
Ferdinand der Heilige, Miniatur aus dem 13. Jh.

Ferdinand von Kastilien, genannt „der Heilige“ (El Santo; * 30. Juli oder 5. August 1199 im Kloster Valparaíso bei Zamora; † 30. Mai 1252 in Sevilla), war ab dem Jahr 1217 als Ferdinand II. König von Kastilien und ab 1230 als Ferdinand III. König von Kastilien und León. Er gilt als einer der bedeutendsten Herrscher Spaniens.

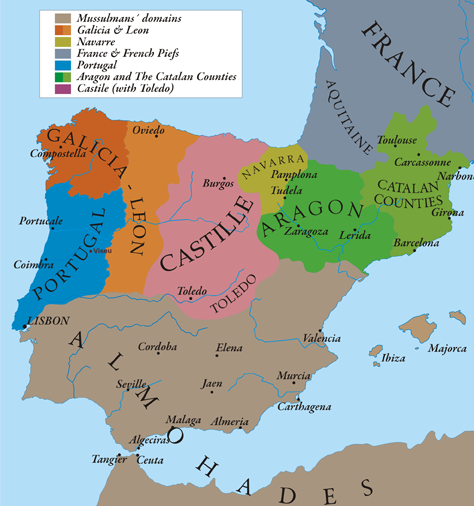
Kastilien und die Iberische Halbinsel (um 1210)

## Leben
Ferdinand wurde im Jahr 1199 als Sohn des Königs Alfons IX. von León und Berenguela von Kastilien, Tochter Alfons’ des Edlen von Kastilien, geboren. Papst Innozenz III. annullierte jedoch die Ehe der Eltern im Jahr 1203 wegen zu nahen Verwandtschaftsgrades, denn Berenguelas Urgroßvater Alfons VII. war gleichzeitig auch der Großvater ihres Mannes. Nach dem Tod seines Onkels Heinrich I. wurde Ferdinand im Jahr 1217 König von Kastilien und nach dem Tod seines Vaters (1230) auch von León, das er mit Kastilien, Asturien und Galicien zum unteilbaren, auf den ältesten Sohn vererblichen Königreich vereinigte. Hierdurch wurde der Grundstein für die Dominanz Kastiliens und damit letztlich die Entstehung eines geeinten, kastilisch dominierten Spaniens gelegt.
Ferdinand gewann nach mehreren Siegen über die Mauren, besonders bei Jerez de la Guadiana (1233), der Einnahme Córdobas (1236), der Eroberung von Jaén (1246), Sevilla (1248), Cádiz (1250) und von anderen Städten, allmählich die Kontrolle über weite Teile im Norden und Süden der Iberischen Halbinsel. Die kastilische Herrschaft reichte fortan bis an das Mittelmeer.
Nur das Königreich Granada blieb den Mauren, aber unter kastilischer Oberherrschaft. Die Folge war eine massenhafte Auswanderung der Mauren aus den von den Christen zurückeroberten Ländern; die Zurückbleibenden wurden auf harte Weise unterdrückt. Überhaupt war Ferdinand ein großer Feind jeder häretischen Meinung.
Ferdinand stiftete mehrere Bistümer, gründete die Kathedrale von Toledo sowie die Universität Salamanca, erwarb sich um die Zivilgesetzgebung großes Verdienst durch den von seinem Sohn vollendeten Código de las Partidas und die romanische Übersetzung des für die Mauren von Córdoba geltenden Gesetzbuches.

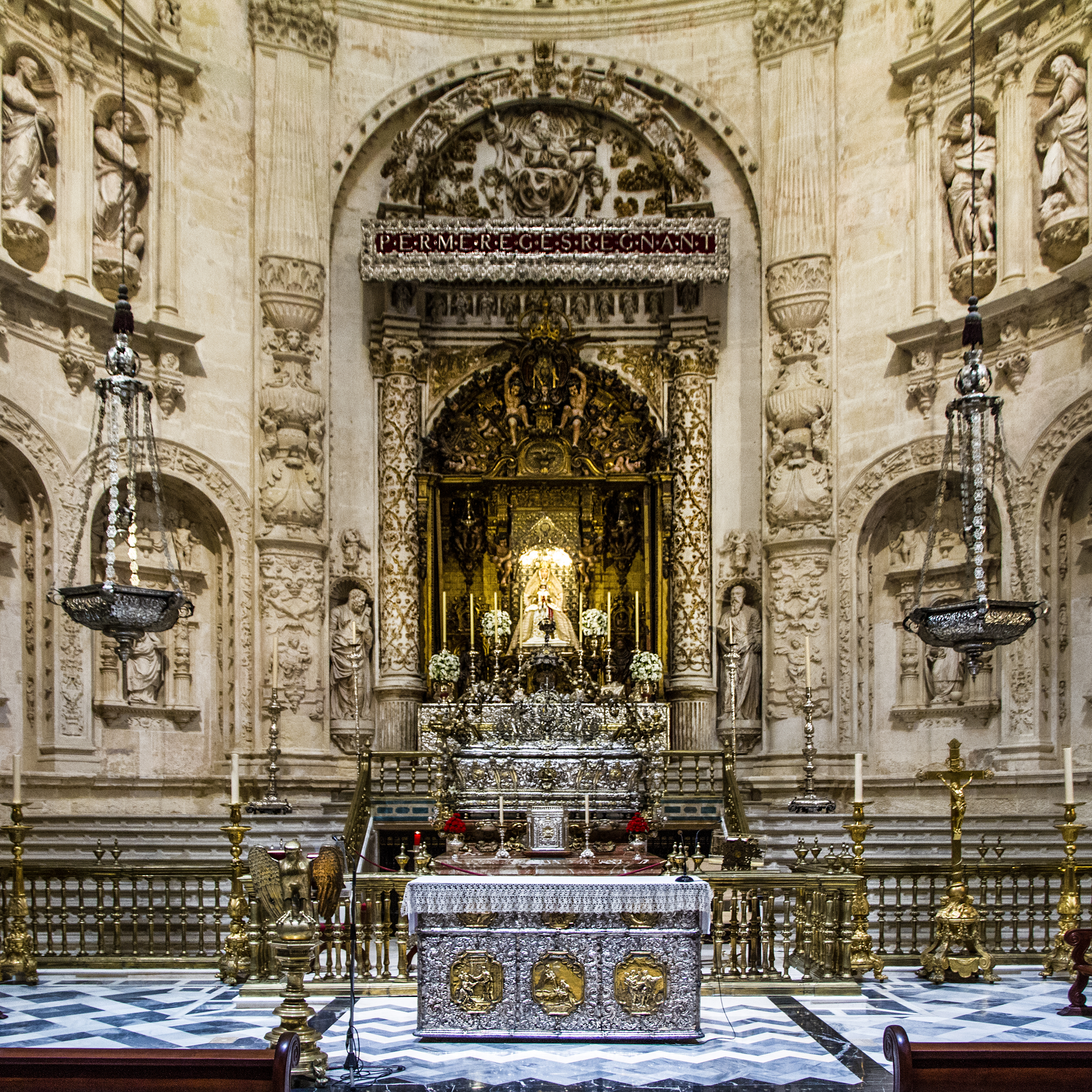
Blick auf den Altar der Capilla Real in der Kathedrale von Sevilla

Die sterblichen Überreste des Königs ruhen in der Kathedrale von Sevilla.

## Heiligsprechung

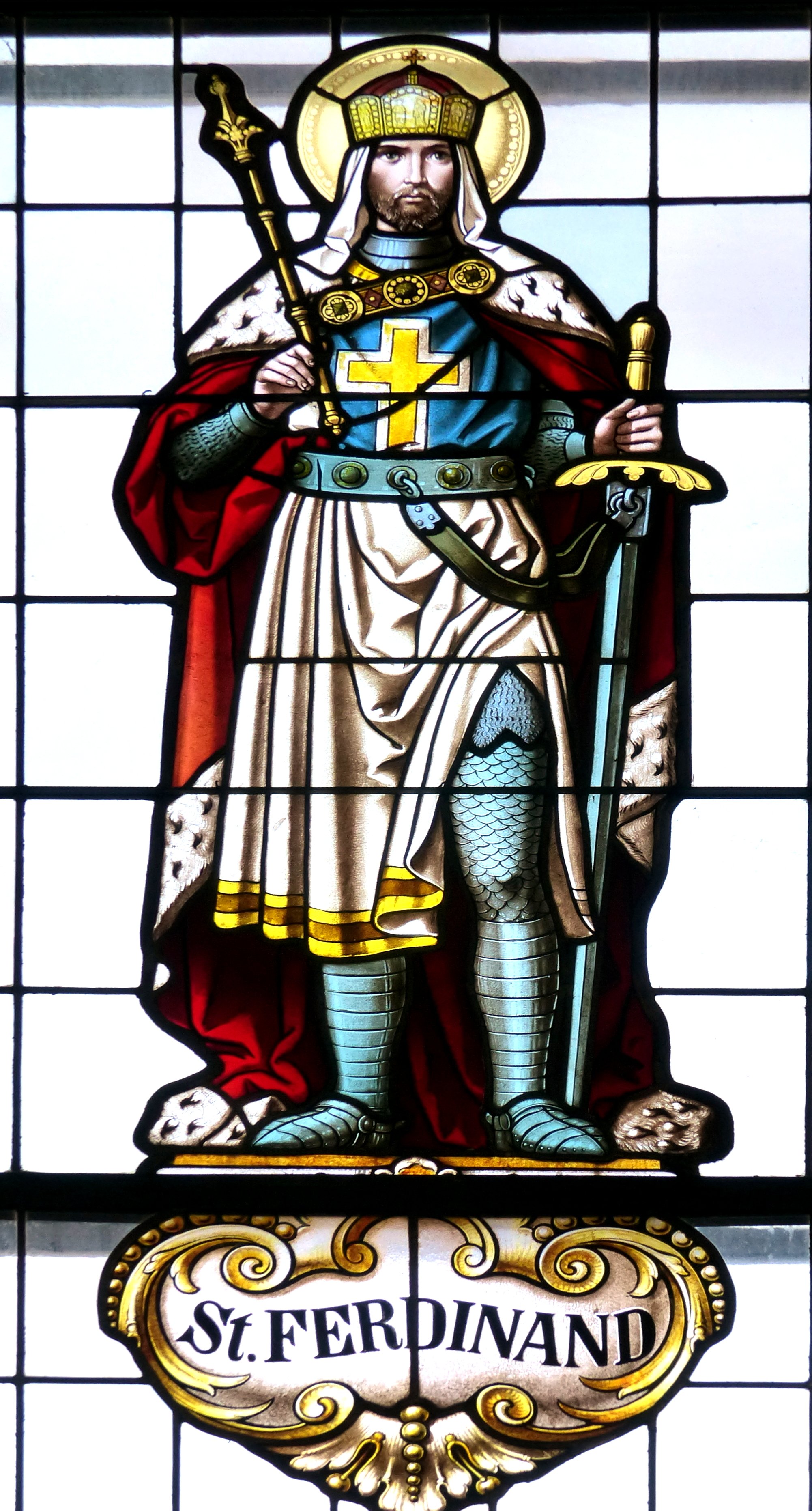
Heiliger Ferdinand (1900), Dobersberg (Niederösterreich)

Ferdinand wurde für seine Verdienste um den katholischen Glauben im Jahr 1671 von Papst Klemens X. kanonisiert.

## Nachkommen
Am 30. November 1219 heiratete Ferdinand in Burgos die Tochter des römisch-deutschen Königs Philipp von Schwaben, Beatrix (in Spanien „Isabella“ und „Elisabeth“ genannt). Mit ihr hatte er die folgenden Kinder:
- Alfons X. (1221–1284), König von Kastilien und León
- Fadrique (1223–1277)
- Ferdinand (1225–1243/48)
- Eleonore (1227–?)
- Berenguela (1228–1288/89), Nonne in Las Huelgas
- Heinrich, El Senador (1230–1304)
- Philipp (1231–1274) ⚭ Kristina Håkonsdatter von Norwegen, Tochter von König Håkon IV.
- Sancho (1233–1261), ab 1251 Erzbischof von Toledo
- Juan Manuel (1234–1283)
- Maria (1235)

Nach dem Tode Elisabeths im Jahr 1235 ging Ferdinand mit Johanna († 1279), Tochter des Simon von Dammartin aus dem Haus Mello und der Marie de Ponthieu, Gräfin von Ponthieu und Aumale, die Ehe ein (vor August 1237). Sie hatten folgende Kinder:
- Ferdinand (1239–1269), Graf von Aumale
- Eleonore von Kastilien (1241–1290) ⚭ Eduard I., König von England

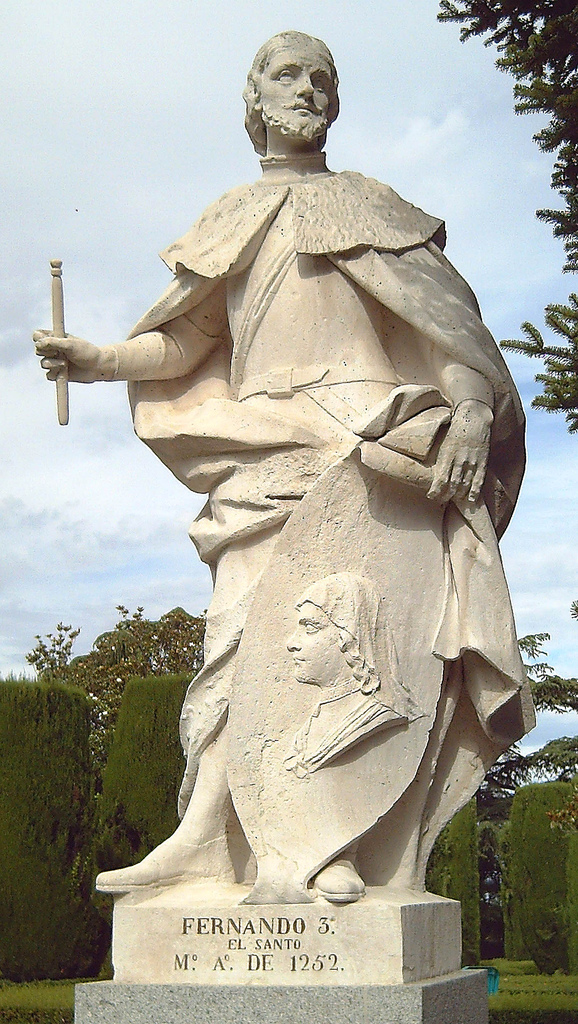
Statue Ferdinands III. in Madrid (1753)

- Luis (1243–1269)
- Ximen (1244)
- Juan (1245)

## Sonstiges
- Ferdinand III. ist auf den Stadtwappen von Sevilla und Corrales del Vino abgebildet.
- Die Kathedralen von Maldonado (Uruguay) und Resistencia (Argentinien), die Kirche San Ferdinando in Neapel sowie zahlreiche andere Kirchen in Spanien und im spanisch-portugiesischen Kolonialreich sind ihm gewidmet.